# Vitalij Mykolenko
Vitalij Serhijovyč Mykolenko (* 29. května 1999 Čerkasy) je ukrajinský profesionální fotbalista, který hraje na pozici levého obránce za anglický klub Everton FC a za ukrajinskou reprezentaci.

## Klubová kariéra

### Dynamo Kyjev
Mykolenko se narodil v Čerkasích a je odchovancem Dynama Kyjev.
V srpnu 2017 se přesunul z rezervního do A-týmu. V Premjer-lihe za Dynamo Kyjev debutoval 20. srpna 2017 při vítězství nad Stal Kamjanske. 25. října 2018 Mykolenko debutoval v Evropské lize UEFA, a to při výhře Dynama 2:1 nad francouzským Stade Rennais v Roazhon Parku.
V sezóně 2018/19 se Mykolenko stal nejlepším mladým hráčem ukrajinské nejvyšší soutěže.

### Everton
Dne 1. ledna 2022 Mykolenko přestoupil do anglického Evertonu, kde podepsal smlouvu na čtyři a půl roku, a to za částku okolo 23 miliónů euro. V Premier League debutoval 15. ledna, když odehrál celé utkání proti Norwichi, které skončilo prohrou liverpoolského celku 2:1.

## Reprezentační kariéra
Mykolenko debutoval v ukrajinské reprezentaci ve věku 19 let, a to 20. listopadu 2018 v přátelském utkání proti Turecku.

## Statistiky

### Klubové
K 31. říjnu 2023
| Klub                     | Sezóna                   | Liga                     | Liga   | Liga | Pohár  | Pohár | Evropské poháry | Evropské poháry | Celkem | Celkem |
| Klub                     | Sezóna                   | Liga                     | Zápasy | Góly | Zápasy | Góly  | Zápasy          | Góly            | Zápasy | Góly   |
| ------------------------ | ------------------------ | ------------------------ | ------ | ---- | ------ | ----- | --------------- | --------------- | ------ | ------ |
| Dynamo Kyjev             | 2017/18                  | Premjer-liha             | 5      | 0    | 2      | 0     | 0               | 0               | 7      | 0      |
| Dynamo Kyjev             | 2018/19                  | Premjer-liha             | 23     | 0    | 1      | 0     | 8               | 1               | 32     | 1      |
| Dynamo Kyjev             | 2019/20                  | Premjer-liha             | 23     | 3    | 4      | 0     | 8               | 1               | 35     | 4      |
| Dynamo Kyjev             | 2020/21                  | Premjer-liha             | 22     | 2    | 3      | 0     | 11              | 0               | 36     | 2      |
| Dynamo Kyjev             | 2021/22                  | Premjer-liha             | 15     | 0    | 0      | 0     | 5               | 0               | 20     | 0      |
| Celkem za "Dynamo Kyjev" | Celkem za "Dynamo Kyjev" | Celkem za "Dynamo Kyjev" | 88     | 5    | 10     | 0     | 32              | 2               | 130    | 7      |
| Everton                  | 2021/22                  | Premier League           | 13     | 1    | 3      | 0     | —               | —               | 16     | 1      |
| Everton                  | 2022/23                  | Premier League           | 34     | 0    | 1      | 0     | —               | —               | 35     | 0      |
| Everton                  | 2023/24                  | Premier League           | 6      | 0    | 2      | 0     | —               | —               | 8      | 0      |
| Celkem za "Everton"      | Celkem za "Everton"      | Celkem za "Everton"      | 53     | 1    | 6      | 0     | —               | —               | 59     | 1      |
| Celkem za kariéru        | Celkem za kariéru        | Celkem za kariéru        | 141    | 6    | 16     | 0     | 32              | 2               | 189    | 8      |

### Reprezentační
K 17. říjnu 2023
| Ukrajina | Ukrajina | Ukrajina |
| Rok      | Zápasy   | Góly     |
| -------- | -------- | -------- |
| 2018     | 1        | 0        |
| 2019     | 7        | 0        |
| 2020     | 3        | 0        |
| 2021     | 10       | 0        |
| 2022     | 8        | 1        |
| 2023     | 8        | 0        |
| Celkem   | 21       | 0        |

## Ocenění

### Klubová

#### Dynamo Kyjev
- Premjer-liha: 2020/21
- Ukrajinský pohár: 2019/20, 2020/21
- Ukrajinský Superpohár: 2018, 2019, 2020

### Individuální
- Nejlepší ukrajinský fotbalista roku (do 19 let): 2018
- Nejlepší ukrajinský fotbalista roku (do 21 let): 2019, 2020
- Nejlepší mladý hráč Premjer-lihy: 2018/19
- Autor nejlepšího gólu Evertonu v sezoně 2021/22[12]